# Jüdischer Friedhof (Ivanovice na Hané)
Koordinaten: 49° 18′ 29,9″ N, 17° 6′ 9,4″ O

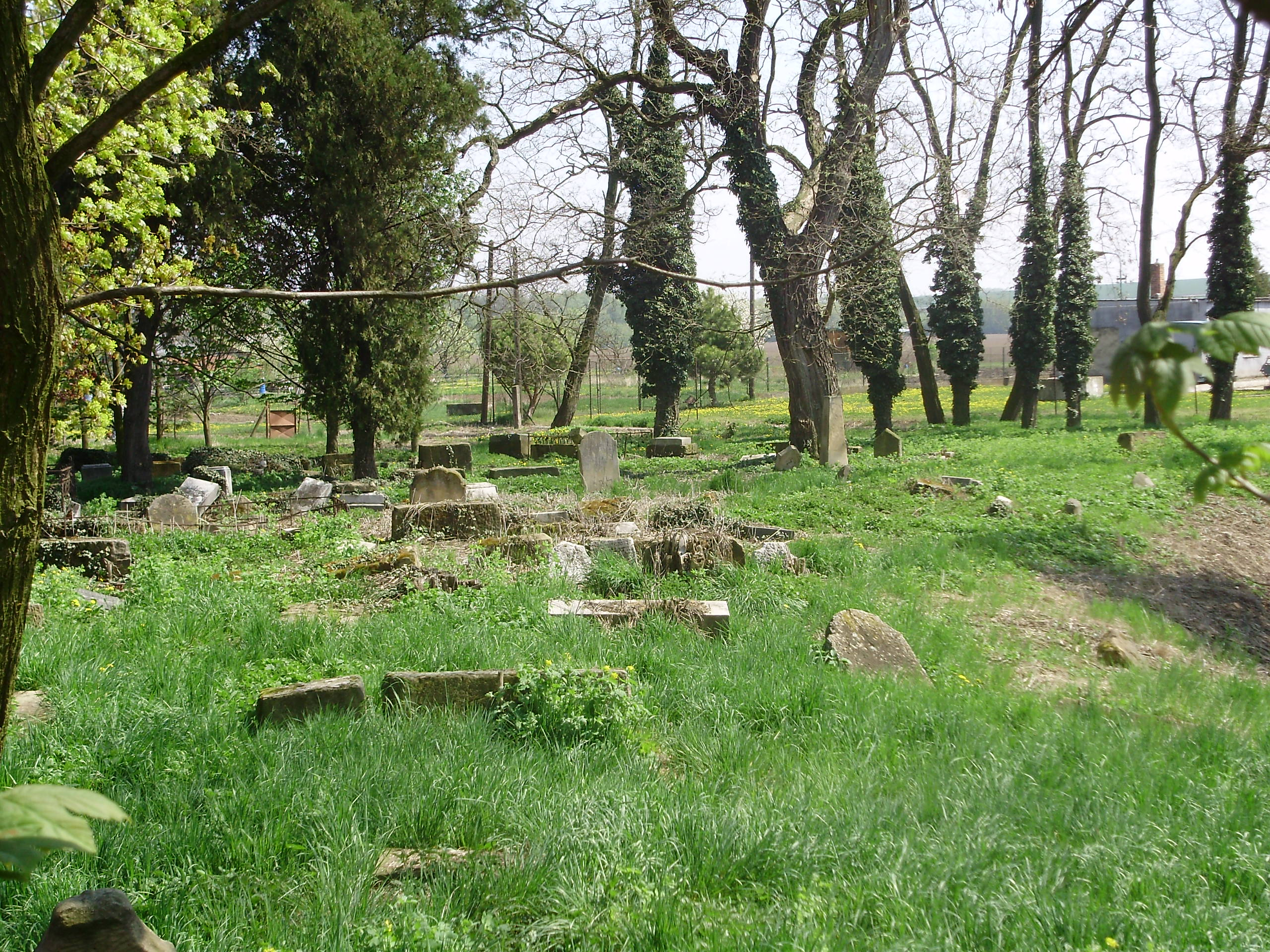
Jüdischer Friedhof in Ivanovice na Hané

Der Jüdische Friedhof in Ivanovice na Hané (deutsch Eiwanowitz in der Hanna), einer Stadt im Okres Vyškov in Tschechien, wurde zu Beginn des 17. Jahrhunderts angelegt. Der jüdische Friedhof ist seit 1988 ein geschütztes Kulturdenkmal.
Auf dem Friedhof befinden sich heute nur noch wenige Grabsteine (Mazevot).